# Nereisana oranaria
Nereisana oranaria là một loài bướm đêm trong họ Noctuidae.